# Wohnsiedlung Bullingerhof
Die Wohnsiedlung Bullingerhof ist eine kommunale Wohnsiedlung, beim Bullingerplatz in Zürich-Aussersihl, die 1931 bezugsbereit war. Sie ist eine der grössten Blockrandbebauung Zürichs mit einem grossen öffentlich zugänglichen Park im Innenhof, der Bullingerhof genannt wird. Namensgeber der Siedlung ist der Reformator Heinrich Bullinger, der Nachfolger von Huldrych Zwingli.

## Lage
Der Bullingerplatz bildet die Nordost-Ecke der Siedlung. Sie wird im Osten von der Zypressenstrasse, im Süden von der Agnesstrasse, im Westen von der Hardstrasse und im Norden von der Bullingerstrasse begrenzt. Zur Siedlung gehört fast die ganze Blockrandbebauung bis auf sieben Häuser in der Ecke Zypressenstrasse / Agnesstrasse.

## Geschichte
Während dem Bauboom der 1920er-Jahre versuchte die Stadt Grünräume zu sichern. Die für Sozialreform-Ideen bekannten Architekten Karl Kündig und Heinrich Oetiker erhielten die Möglichkeit, eine Siedlung um die Grünfläche des Bullingerhofs zu bauen.

## Bauwerk
Die Siedlung besteht aus 28 in Reihen angeordneten Mehrfamilienhäusern, die zusammen 223 Wohnungen enthalten. Der grösste Anteil machen die 3-Zimmer-Wohnungen aus. Es sind dies 207 Wohnungen mit einer Grundfläche von 62 m².